# Данні Екра
Гео Кріст Данні Екра (англ. Geo Christ Danny Ekra, нар. 10 січня 1999) — івуарійський футболіст, півзахисник російського клубу «Акрон».

## Ігрова кар'єра
Данні Екра народився у Кот-д'Івуарі 10 січня 1999 року. Свої перші кроки в європейському футболі робив у молдовському клубі «Саксан», після чого опинився у вірменській команді «Ноах» (Єреван). За цей клуб Екра взяв участь в чотирьох матчах вірменської Прем'єр-Лігу, де не відзначився результативними діями. У липні 2019 роки півзахисник покинув клуб, після чого тривалий час був вільним агентом.
В лютому 2020 року перейшов до російського клубу «Тамбов», але грав виключно в резервній команді і в серпні покинув команду.
У березні 2021 року підписав трирічну угоду з «Олімпіком» (Донецьк).
У вересні 2021 року перейшов до російського клубу «Акрон».